# Контрёв
Контрёв (фр. Contreuve) — коммуна во Франции, находится в регионе Шампань — Арденны. Департамент коммуны — Арденны. Входит в состав кантона Вузье. Округ коммуны — Вузье.
Код INSEE коммуны — 08130.
Коммуна расположена приблизительно в 175 км к востоку от Парижа, в 50 км северо-восточнее Шалон-ан-Шампани, в 50 км к югу от Шарлевиль-Мезьера.

## Население
Население коммуны на 2008 год составляло 71 человек.
| 1962 | 1968 | 1975 | 1982 | 1990 | 1999 | 2008 |
| ---- | ---- | ---- | ---- | ---- | ---- | ---- |
| 104  | 118  | 94   | 77   | 70   | 73   | 71   |

## Экономика

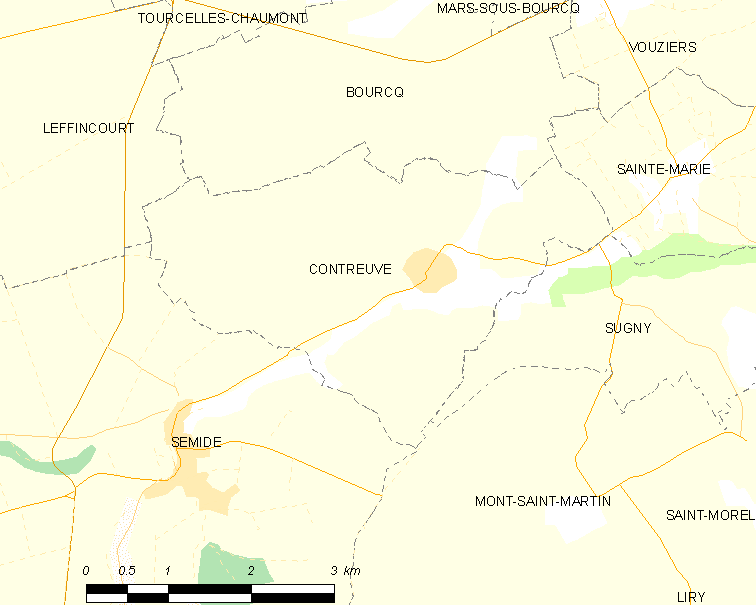
Карта коммуны

В 2007 году среди 41 человека в трудоспособном возрасте (15—64 лет) 31 были экономически активными, 10 — неактивными (показатель активности — 75,6 %, в 1999 году было 65,8 %). Из 31 активных работали 29 человек (17 мужчин и 12 женщин), безработными были 2 мужчин. Среди 10 неактивных 4 человека были учениками или студентами, 3 — пенсионерами, 3 были неактивными по другим причинам.